# Kazimierz Ziarnik
Kazimierz Ziarnik (ur. 10 sierpnia 1954 w Nowej Rudnej) – polski żużlowiec.

## Życiorys

### Życie prywatne
Brat Krzysztofa, Marka i Mirosława Ziarników, również żużlowców.

### Kariera sportowa
Sport żużlowy uprawiał w latach 1974–1983, przez całą karierę reprezentując klub Polonia Bydgoszcz. We wszystkich sezonach startował w rozgrywkach I ligi (wówczas najwyższej klasie rozgrywkowej), najlepszy wynik osiągając w 1977 roku (IV miejsce).
Brązowy medalista młodzieżowych indywidualnych mistrzostw Polski (Opole 1976). Złoty medalista "Młodzieżowego Pucharu PZMot." (nieoficjalne młodzieżowe drużynowe mistrzostwa Polski – 1976). Dwukrotny finalista turniejów o "Srebrny Kask" (1975 – XI miejsce, 1976 – XI miejsce). Zdobywca III miejsca w turnieju o "Łańcuch Herbowy Miasta Ostrowa Wielkopolskiego" (1976).